# サンシティ (団地)

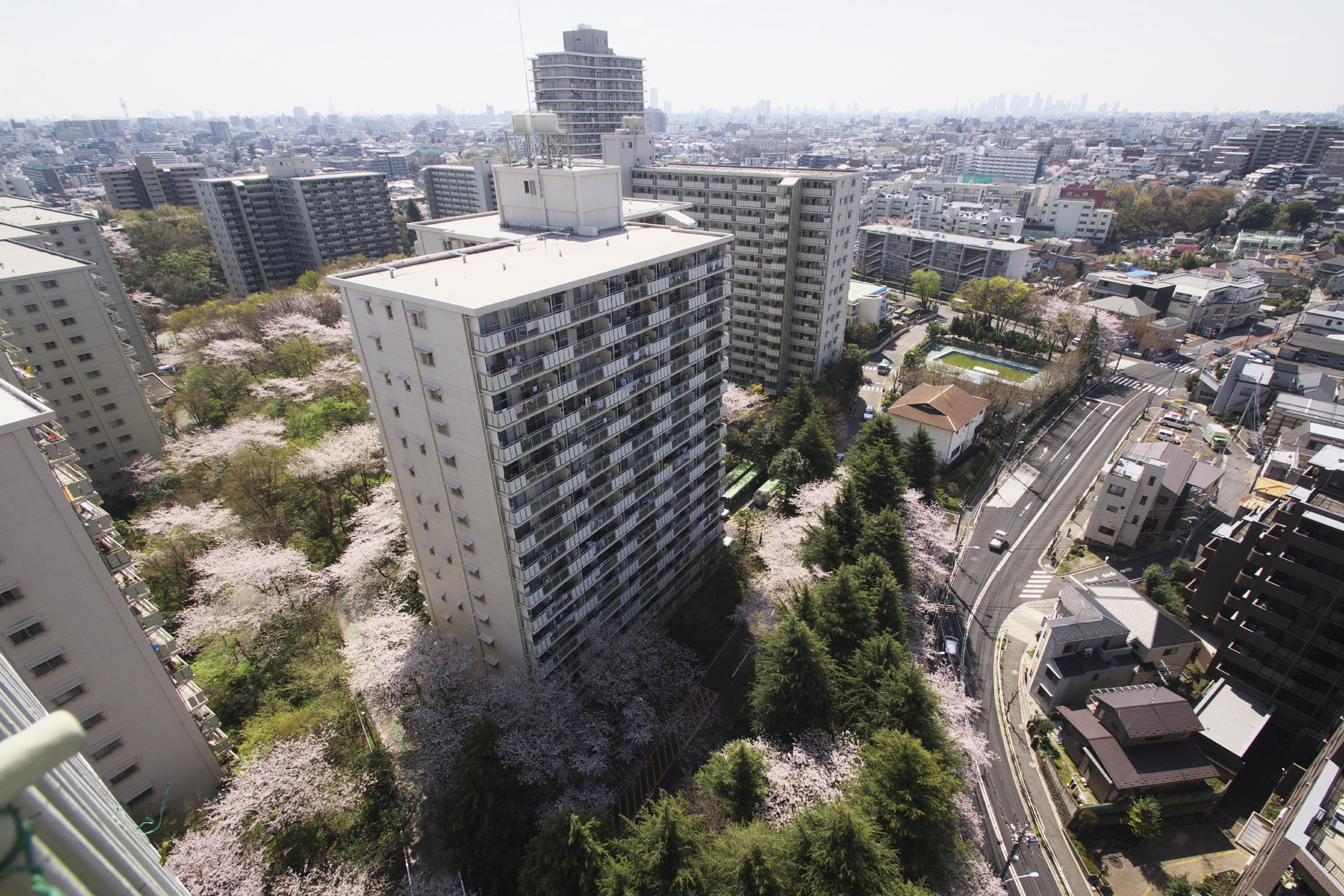
サンシティ

サンシティは東京都板橋区中台に所在する、大規模住宅団地。

## 概要
1974年に旭化成研究所跡地の再開発として、大型集合住宅の建設が開始される。1980年に全棟竣工、入居が始まった。敷地面積約12万5千平方メートルの敷地に立てられた14棟、1872戸、居住人口約6000人を擁する。
完成当時、板橋区で最も高い建築物であった。

## 構成
全部で14棟。
- A棟
- B棟
- C棟
- D棟
- E棟
- F棟
- G棟
- H棟
- I棟
- J棟
- 東の丘K棟
- 東の丘L棟
- 東の丘M棟
- 東の丘N棟

## 交通
鉄道
- 志村三丁目駅（徒歩10分）

バス
- 赤羽駅西口行き＆深夜バス（中台三丁目）
- 志村三丁目行き＆深夜バス（赤羽）
- 高島平操車場行き（中台三丁目）
- 池袋西口行き（志村三丁目駅）
- ときわ台駅行き（若木三丁目）
- 赤羽駅西口行き（環八高速下）
- 高島平操車場行き（環八高速下）
- 練馬駅行き（志村消防署）
- 赤羽駅西口行き（志村消防署）

## 学校
小学校
- 板橋区立緑小学校

## 評価
2006年 ｰ 日経ビジネス　「デフレに耐えた住宅地」掲載
2008年 ｰ 国土交通省 社会資本整備審議会　「管理の良好なマンション」として紹介
2010年 ｰ（財）都市緑化基金　「生物多様性保全に繋がる企業のみどり100選」に選定
2013年 ｰ（公財）都市緑化機構　「第33回 緑の都市賞」内閣総理大臣賞受賞